# Universiteit van Al Minufiyah
De Universiteit van Al Minufiyah (Engels: Minufiya University, ook wel gespeld als Menoufia University, Menofia University, Menoufiya University of Menoufeya University, Arabisch: جامعة المنوفية) is een universiteit in Shibin al Kawm in het district Al Minufiyah, dat in de Egyptische  Nijldelta ligt. De universiteit heeft 2 campussen: een hoofdcampus in Shibin al Kawm en een tweede campus in Sadat, op zo'n 60 kilometer afstand van de hoofdcampus.
Volgens de ranking van Webometrics staat de universiteit op plek 16 in Egypte, op plek 76 in Afrika, op plek 80 in de Arabische wereld en wereldwijd op plek 4458.

## Geschiedenis
De Universiteit van Al Minufiyah werd opgericht in 1976 bij presidentieel besluit. In het begin waren er 9500 studenten en 586 medewerkers, verdeeld over de Faculteiten Landbouwwetenschappen, Educatie, Techniek en Elektrotechniek. De Faculteit Landbouwwetenschappen werd al in 1958 opgericht en was onderdeel van het Ministerie van Hoger Onderwijs. In 1976 werd het onderdeel van de Universiteit van Al Minufiyah. De Faculteit Educatie was vanaf de oprichting in 1971 onderdeel van de Ain-Shams-Universiteit, maar werd in 1975 onderdeel van de Universiteit van Tanta. Een jaar later werd het deel van de Universiteit van Al Minufiyah. Ook de Faculteit Elektrotechniek bestond al eerder: sinds 1965 bestond het al onder de naam Hoger Instituut voor Elektronica en stond het onder bestuur van het Ministerie van Hoger Onderwijs. In 1975 werd het een jaar bestuurd door de Universiteit van Tanta, waarna het zich in 1976 aansloot bij de Universiteit van Al Minufiyah.

## Faculteiten en instituten
De Universiteit kent verschillende faculteiten en instituten.

### Faculteiten
| - Faculteit Elektrotechniek - Faculteit Educatie - Faculteit Landbouwwetenschappen - Faculteit Handel - Faculteit Rechtsgeleerdheid - Faculteit Informatica - Faculteit Techniek - Faculteit Geneeskunde |  | - Faculteit Verpleegkunde - Faculteit Natuurwetenschappen - Faculteit Toerisme en Hotels - Faculteit Lichamelijke Opvoeding - Faculteit Diergeneeskunde - Faculteit Binnenlandse Economie - Faculteit Speficieke Educatie |

### Instituten
- Nationaal Instituut voor Leverziekten
- Onderzoeksinstituut voor Moleculaire Genetica en Biotechnologie
- Onderzoeksinstituut voor Milieuwetenschappen

## Raad van bestuur
De raad van bestuur bestaat uit de volgende personen:

### Rector
- Prof. Dr. Ahmed Hamed Zaghloul

### Vice-rectoren
- Dr. Mohammed Hadhoud - portefeuille Studentenzaken
- Dr. Said Shalaby Victor - portefeuille Promoties en Onderzoek
- Dr. Atef Abu Momentum - portefeuille Milieu en Maatschappij
- Dr. Salah Sayed Ibrahim Bilal - portefeuille Sadat Campus